# 鲁瓦约库尔和谢尔韦
鲁瓦约库尔和谢尔韦（法語：Royaucourt-et-Chailvet，法語發音：[ʁwajokuʁ e ʃɛlvɛ]）是法国上法蘭西大區埃纳省的一个市镇，属于拉昂区。

## 地理
鲁瓦约库尔和谢尔韦（49°30'41"N, 3°32'2"E）面积3.04 平方千米，位于法国上法蘭西大區埃纳省，该省份为法国北部内陆省份，北起北部省，西接索姆省和瓦兹省，东临阿登省和马恩省，西南至塞纳-马恩省，东北部与比利时接壤。
与鲁瓦约库尔和谢尔韦接壤的市镇（或旧市镇、城区）包括：布吉尼翁苏蒙巴万、沙耶瓦、沙维尼翁、蒙巴万、于尔塞勒、沃塞勒和贝夫库尔。
鲁瓦约库尔和谢尔韦的时区为UTC+01:00、UTC+02:00（夏令时）。

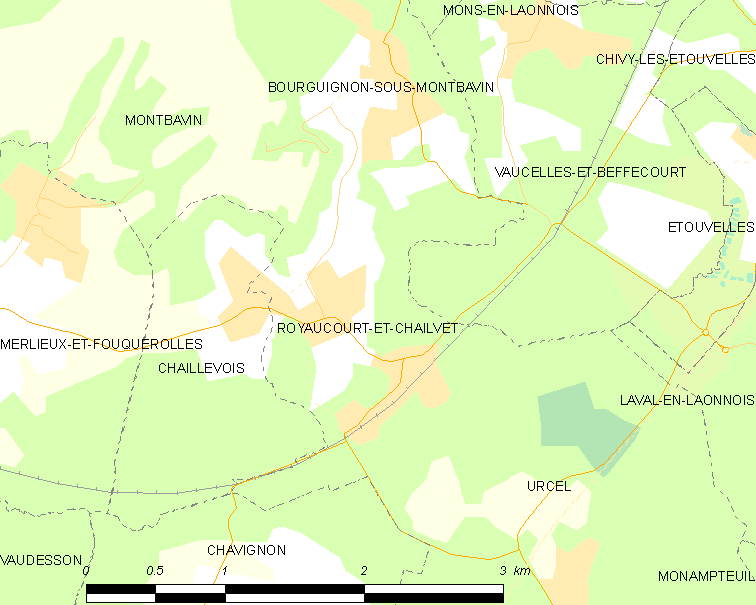
鲁瓦约库尔和谢尔韦的OSM定位图

## 行政
鲁瓦约库尔和谢尔韦的邮政编码为02000，INSEE市镇编码为02661。

## 政治
鲁瓦约库尔和谢尔韦所属的省级选区为拉昂第一县。

## 人口

1962-2008年间鲁瓦约库尔和谢尔韦人口变化图示

鲁瓦约库尔和谢尔韦于2022年1月1日时的人口数量为228人。